# Culicoides achrayi
Culicoides achrayi är en tvåvingeart som beskrevs av Kettle och Lawson 1955. Culicoides achrayi ingår i släktet Culicoides och familjen svidknott. Inga underarter finns listade i Catalogue of Life.